# 林汝言
林汝言（1862年—1921年），臺灣彰化縣藍興堡橋仔頭庄（今臺中市南區）人，政治人物，曾任八寶圳管理人，亦精通中醫，常替鄰里開藥治病:7。

## 生平
林汝言同治元年（1862年）出生於橋仔頭庄，光緒十四年（1888年）負責清賦事宜，光緒十八年（1892年）委辦聯甲總局，同年應考府試，取得秀才資格，光緒十九年（1893年）成為增生:6-7:193。1895年日軍進入臺中，其大力協助，是年十二月即任藍興堡總理。1897年擔任辦務署參事，1898年為地方調查委員、臺中公學校（今臺中市西區忠孝國民小學）學務委員:7:193。
1902年，林汝言獲佩紳章:193，同時擔任臺灣製麻株式會社經理，亦經營鴉片寄售業，1907年任埤圳聯合會評議員:7。1913年擔任臺中區長，後改霧峰區長，次年資助林烈堂等人籌設臺中中學校（今臺中一中），後任臺中女子公學校委員。1921年過世:7。

## 家庭
林汝言為林澄坡、林澄瑩、林澄清、林澄秋之父。林澄瑩與林澄清皆為醫師；林澄坡是實業家；林澄秋於1968年至1973年擔任第六屆臺中市長:38、77、119、126-128。